# متناقضة العوالق

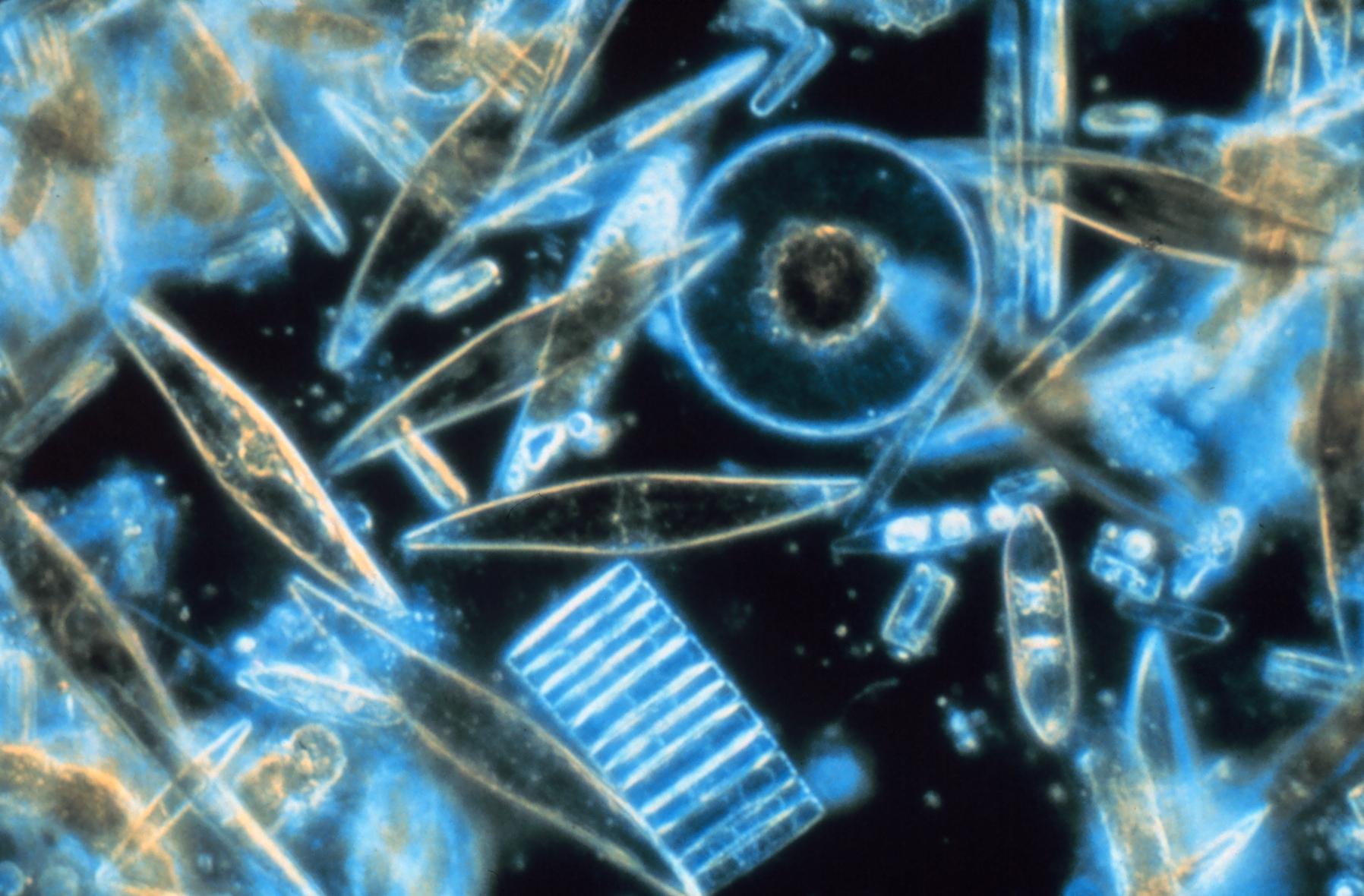
مجموعة من الدياتومات البحرية، مجرد أمثلة على الكثير من الكائنات الحية التي تحصل على الطاقة من الشمس

في علم الأحياء المائي، تصف متناقضة العوالق حالة دعم عدد محدود من الموارد (الضوء والمغذيات) عددًا أكبر من كائنات العوالق. وينشأ التناقض نتيجة لمبدأ الإقصاء التنافسي (يُشار إليه في بعض الأحيان بقانون غوز)، والذي ينص على أنه عند وجود اثنين من الأنواع تتنافس على نفس الموارد، فسيستمر أحدهما فقط وسينقرض الآخر في النهاية. وتتميز حياة العوالق النباتية بـ تنوع في جميع مستويات التطور العرقي، على الرغم من محدودية الموارد (مثل الضوء والنيترات والفوسفات وحمض الساليسيليك والحديد)، التي تتنافس عليها فيما بينها.
ظهرت العوالق في البداية في عام 1961 على يد عالم المسطحات المائية الداخلية جورج ايفلين هاتشنسن، والذي اقترح أنه يمكن حل المتناقضة بواسطة عوامل، مثل التدرج الرأسي للضوء أو الجريان المضطرب أو التعايش أو المطاعمة أو الافتراس التفاضلي، أو الظروف البيئية المتغيرة باستمرار. اقترحت أعمال حديثة أنه يمكن حل المتناقضة باستخدام عوامل مثل : الرعي الانتقائي للحجم ; عدم تجانس الزمان والمكان; والتقلبات البيئية. وبشكلٍ عام، اقترح بعض الباحثين أن العوامل البيئية تتفاعل بشكلٍ مستمر بحيث لا يصل موطن العوالق أبدًا للتوازن الذي يُفضل فيه فصيلة واحدة.

## وصلات خارجية
- The Paradox of the Plankton